# Novo Selo, Banatul de Nord
Novo Selo (maghiară Újfalu) este o localitate în Districtul Banatul de Nord, Voivodina, Serbia. 87% (185 locuitori) sunt de origine maghiară. Aparține administrativ de comuna Kanjiža. La recensământul din 2002 avea 106 locuitori.